# Bloodred Hourglass
Bloodred Hourglass (manchmal auch einfach BRHG) ist eine finnische Melodic-Death-Metal Band aus Mikkeli.

## Geschichte
Gegründet im Jahr 2005, veröffentlichte die Band in den Folgejahren eine Demo sowie drei EPs. Besonders durch die EP Deviant Grace aus dem Jahr 2010 konnte die Band verstärkt Aufmerksamkeit erregen. Danach nahm die Band ihr Debütalbum Lifebound auf und beendete die Aufnahmen im Jahr 2011. Im Jahr 2012 unterzeichnete die Band einen Vertrag bei Spinefarm Records, im gleichen Jahr das Album Lifebound veröffentlichten.
Im Jahr 2022 ließ sich Sänger Jarkko Koukonen seinen Vornamen offiziell in Jaredi ändern.

## Stil
In der frühen Zeit spielte die Band Groove Metal, der mit der Musik von Lamb of God vergleichbar ist. Die neueren Alben sind moderner Melodic Death Metal mit Synthesizer, melancholischen Parts und Wechsel von gutturalem, gescreamtem und cleanem Gesang.

## Bandmitglieder

Bloodred Hourglass live auf dem Rockharz 2019
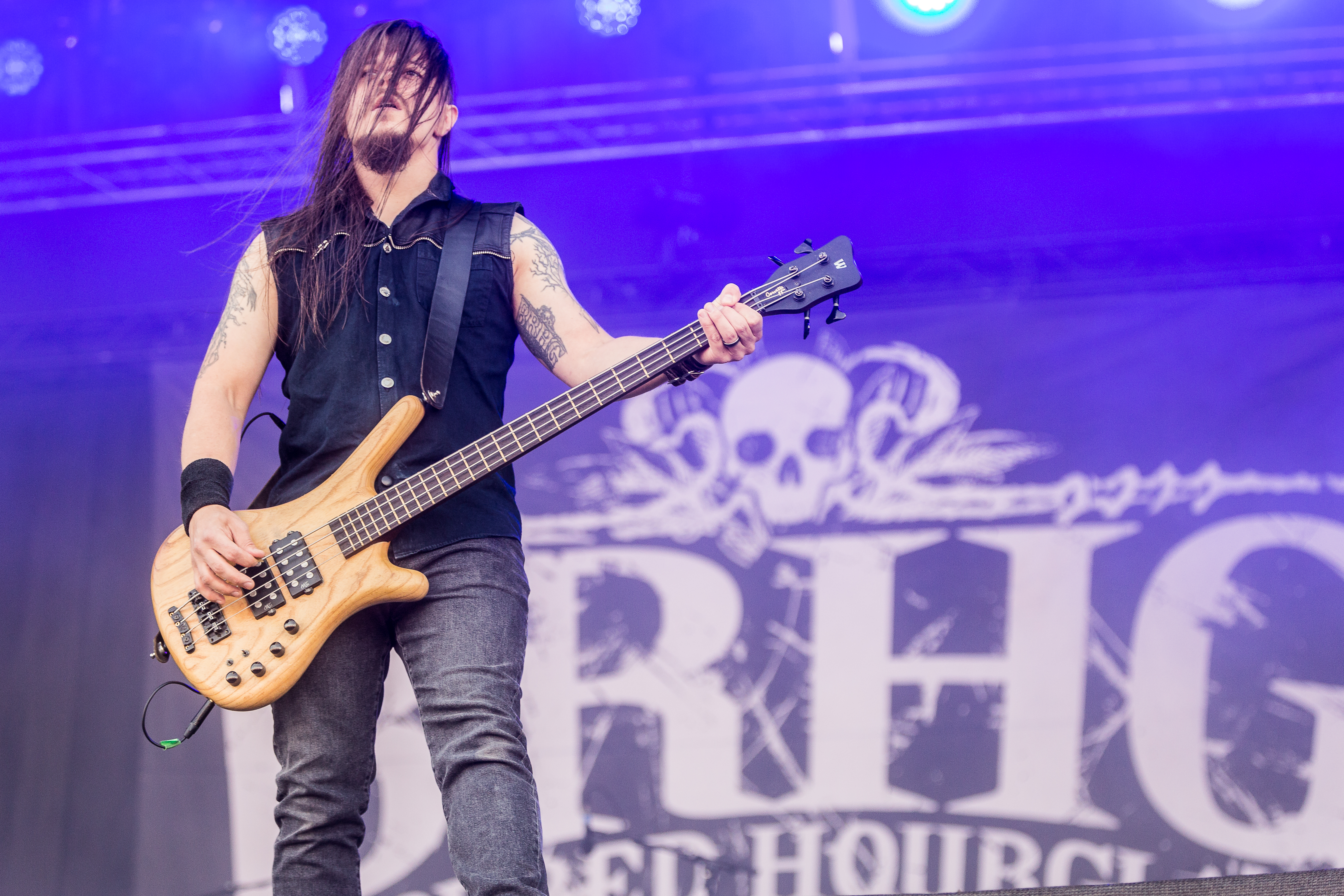
Bassist Jose Moilanen
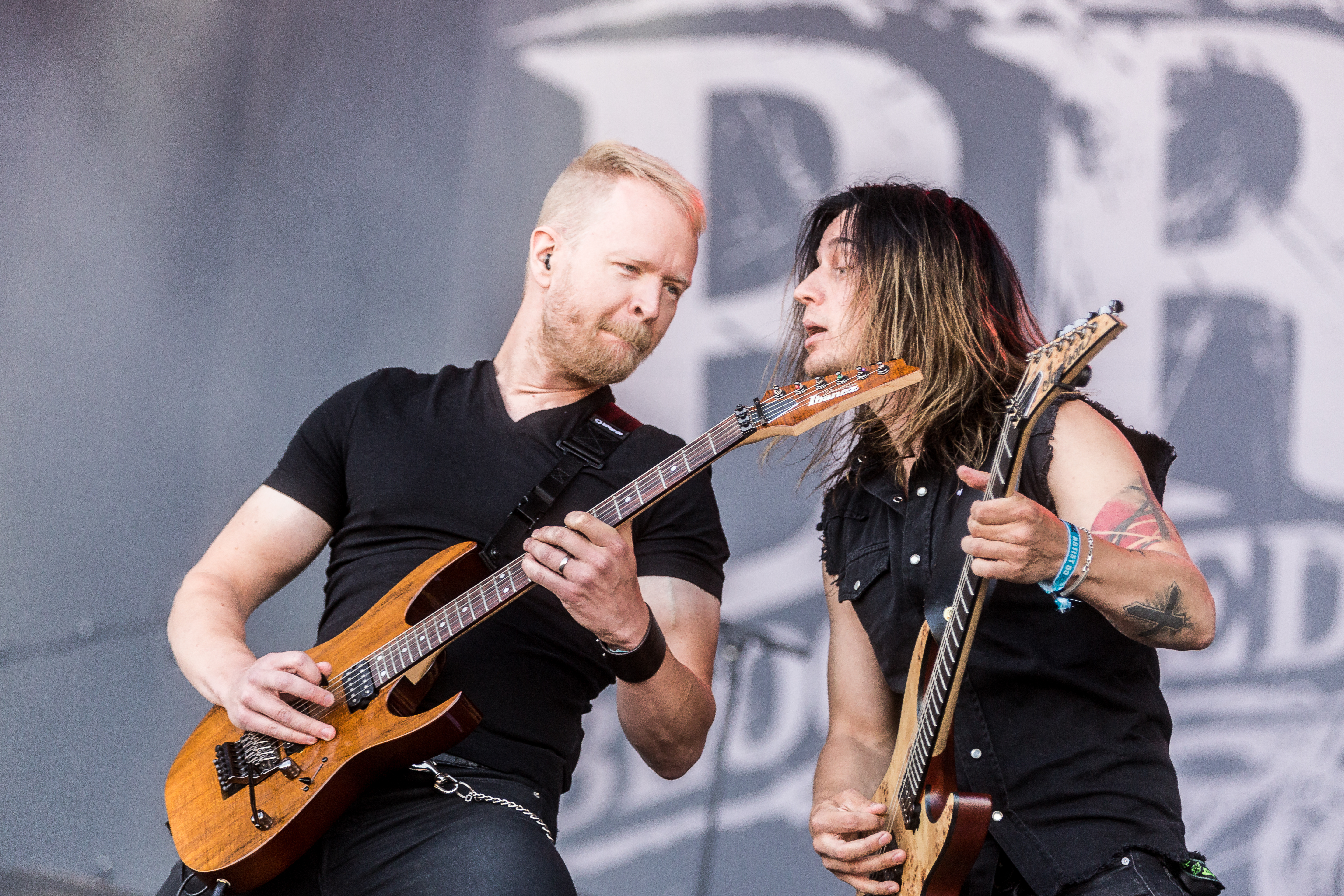
Die Live-Gitarristen Joni Lahdenkauppi[5] und Tuomas Leskinen
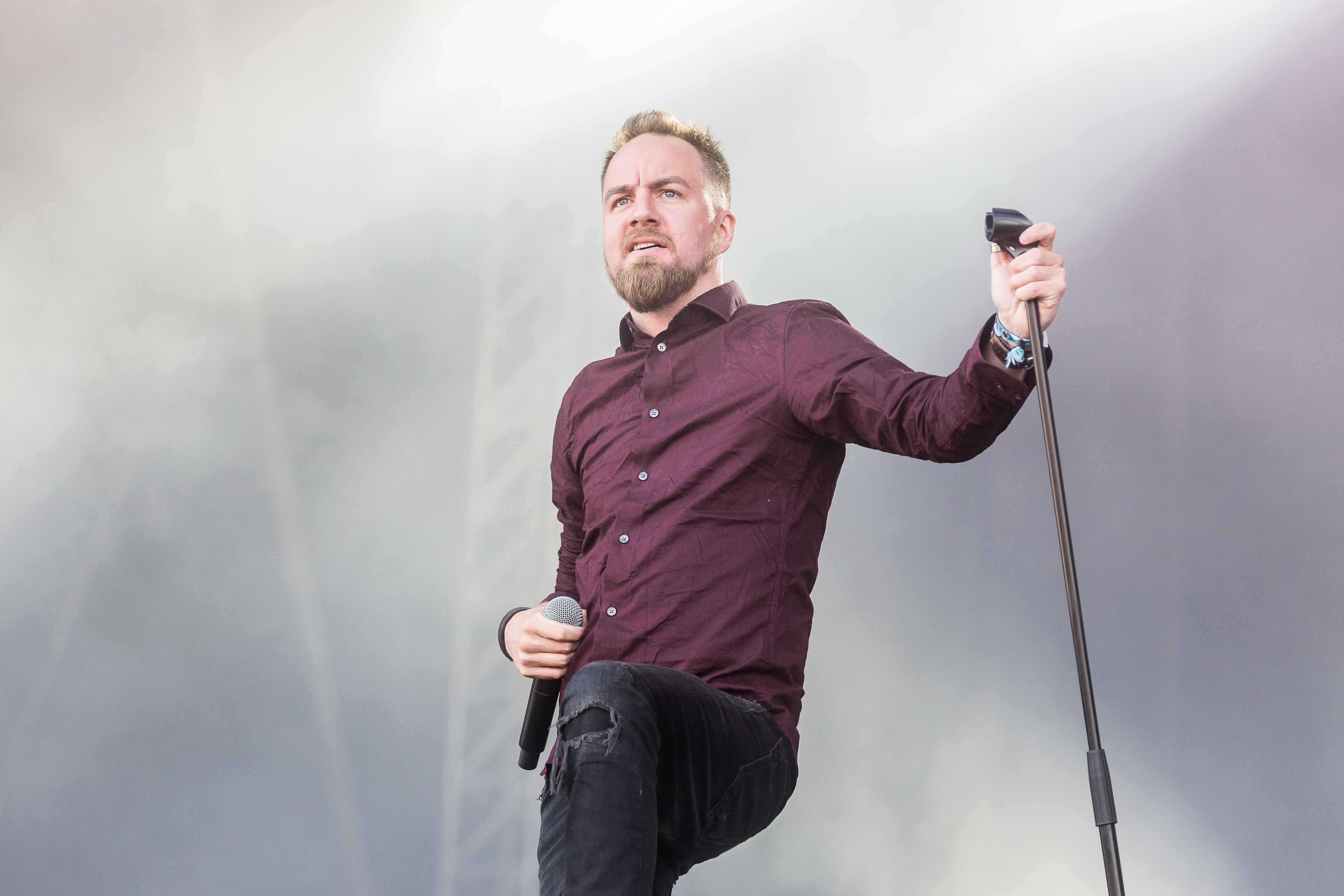
Sänger Jaredi Koukonen

## Diskografie

### Alben
- 2012: Lifebound
- 2015: Where the Oceans Burn (OneManArmy Records)
- 2017: Heal
- 2019: Godsend
- 2021: Your Highness
- 2023: How’s the Heart?

### Singles
- 2019: Waves of Black
- 2019: The Unfinished Story
- 2021: Drag Me the Rain
- 2021: Veritas
- 2021: Nightmares Are Dreams Too
- 2022: In Lieu of Flowers
- 2023: The Sun Still in Me
- 2023: The End We Start From
- 2023: How's the Heart?
- 2025: We Should Be Buried Like This

### Sonstige
- 2006: Relevant Annihilation (Demo, Eigenveröffentlichung)
- 2008: Under the Black Flag (EP, Eigenveröffentlichung)
- 2009: Verdict (EP, Eigenveröffentlichung)
- 2010: Deviant Grace (EP, Eigenveröffentlichung)